# Johann Ludwig von Ingersleben
Johann Ludwig von Ingersleben (né le 16 octobre 1703 à Lippehne et mort le 22 novembre 1757 à Breslau) est un général de division prussien. Il fait partie de l'entourage proche de Frédéric le Grand.

## Biographie

### Origine
Il est issu de la noble famille von Ingersleben. Son père Kaspar Heinrich von Ingersleben (né le 29 janvier 1672 et mort le 10 janvier 1739) est chef forestier à Mansfeld et récipiendaire de l'ordre De la Générosité. Sa mère est Wilhelmine von Lautensack (née le 14 mai 1685 à Brunswick). Son frère est le colonel Rudolf August von Ingersleben (de).

### Carrière militaire
D'abord éduqué par des précepteurs, Johann Ludwig étudie à l'école pédagogique de Halle de 1718 à 1721. En 1722, il s'engage comme caporal dans le 3e régiment d'infanterie (de) "Anhalt-Dessau" de l'armée prussienne en tant que caporal privé, d'où, promu au grade d'enseigne, il rejoint en 1723, à la demande du roi Frédéric-Guillaume Ier, ses "longs gaillards" - le régiment royal de Potsdam. Sous-lieutenant depuis 1726, Ingersleben fait partie de l'entourage personnel du prince héritier Frédéric à la résidence et est impliqué dans son plan d'évasion en 1730. Il passe en cour martiale à Köpenick, qui le condamne à six mois de détention en forteresse. Frédéric-Guillaume, qui l'aime bien, lui remet sa peine et lui écrit "qu'il doit s'en servir comme avertissement" . Le roi attira Ingersleben à lui et l'envoie comme officier publicitaire aux Pays-Bas et dans l'Empire. Après la mort de son père, il décore Ingersleben de l'ordre De la Générosité en 1739.
Après l'accession au trône de Frédéric II le 31 mai 1740, Ingersleben, envers lequel Frédéric a conservé une attitude amicale, fait la même année une carrière dans le 1er bataillon du régiment de la Garde, passant de premier lieutenant à commandant de compagnie et capitaine. Il obtient en outre le poste de capitaine d'office de Colberg. En tant qu'officier du bataillon de la Garde, Ingersleben fait désormais partie de l'escorte permanente du roi, même lors de ses voyages. De temps en temps, Frédéric le convoque pour des missions spéciales dans le Saint-Empire. Lors de la première guerre de Silésie, Ingersleben combat lors de la bataille de Mollwitz et se distingue lors de la seconde guerre de Silésie à plusieurs reprises. En 1747, le roi le promeut colonel dans l'armée. En 1754, il le nomme chef du corps de la police militaire et maître des chasseurs de la cour. Un an plus tard, il est promu colonel et commandant du 1er bataillon de la Garde et devient major général en mai 1756, avec une prime annuelle de 1200 thalers.
Pendant la guerre de Sept Ans, Ingersleben participe au siège de Pirna et à la bataille de Lobositz en tant que commandant de troupe et est commandant de Dresde pendant trois mois. Dès décembre 1756, le roi lui accorde une pension complémentaire de 500 thalers. Lors de la bataille de Prague, il reçoit une balle dans le corps. Lors de la bataille de Kolin, une balle touche sa bourse et une autre son pied. Le 22 novembre 1757, il est grièvement blessé à la bataille de Breslau et meurt d'une amputation d'une jambe le 27 novembre 1757.
Il est chevalier de l'ordre Pour le Mérite. Le prince Henri de Prusse lui dédie une plaque sur son obélisque de Rheinsberg.

### Famille
Il se marie le 11 juillet 1742 avec Charlotte Dorothea von Herold (née le 4 septembre 1712 et morte en 1777), veuve von Platen, fille du conseiller financier privé Christian von Herold (de). Avec elle, il a deux fils et quatre filles :
- Christina Wilhelmine (née le 3 septembre 1745) mariée avec Hans-Friedrich von Krusemark (1720–1775)
- Friedrich Wilhelm Heinrich Ferdinand (1746-1814), colonel prussien condamné à mort par contumace pour avoir rendu la forteresse de Custrin en 1807[2], marié avec :
  - NN von Brösigke (de) (mort en 1796)
  - NN von Massow
- Charlotte Luise Wilhelmine (née le 11 avril 1749 et morte le 13 mai 1831) mariée le 26 août 1769 avec Hans Friedrich Heinrich von Borstell (1730–1804)
- Karl Heinrich Ludwig (1753–1831), colonel prussien marié avec Ulrika Albertine Sophia Ottilie Adamine von Brause (née le 23 mars 1765 et morte le 28 avril 1846) (fille de Karl Wilhelm von Brause)
- Amalia Albertine Wilhelmine (née le 24 janvier 1755 et morte le 6 juillet 1796) mariée en 1772 (divorce 1783) Friedrich Ludwig II. Truchsess zu Waldburg (de) (1741–1807), chambellan prussien

En 1752, Georg Wenzeslaus von Knobelsdorff construit pour lui la maison de la Priesterstraße, aujourd'hui Henning von Henning-von-Tresckow-Straße, 13, sur ordre de Frédéric II.